# Сан-Сальваторе-ди-Фиталия
Сан-Сальваторе-ди-Фиталия (итал. San Salvatore di Fitalia) — коммуна в Италии, располагается в регионе Сицилия, подчиняется административному центру Мессина.
Население составляет 1680 человек, плотность населения составляет 120 чел./км². Занимает площадь 14 км². Почтовый индекс — 98070. Телефонный код — 0941.
Покровителем коммуны почитается святой отшельник Калоджер, празднование 20 августа.